# Kościół Bożego Ciała w Rzeszowie
Kościół Bożego Ciała w Rzeszowie – świątynia rzymskokatolicka, obiekt sakralny w Rzeszowie, siedziba parafii Bożego Ciała w Rzeszowie.

## Historia
Dnia 11 maja 1980 bp Tadeusz Błaszkiewicz, biskup pomocniczy z Przemyśla dokonał poświęcenia i przemianowania dotychczasowego budynku gospodarczego na publiczną kaplicę mszalną. Utworzony został Rektorat pw. Bożego Ciała, wydzielony z terytoriów rzeszowskich parafii: Matki Bożej Różańcowej i Świętego Józefa, a także z parafii w Miłocinie i Przybyszówce. Rektorat liczył kilkaset osób i posiadał prawo prowadzenia ksiąg metrykalnych, a pierwszym rektorem został mianowany ks. Henryk Wojtyło.
W dniu 2 czerwca 1991, podczas pobytu w Rzeszowie, Ojciec Święty Jan Paweł II, dokonał poświęcenia kamienia węgielnego pod budowę nowej świątyni. W tym samym roku, 2 sierpnia rozpoczęły się prace przy budowie nowej świątyni.
Dnia 25 czerwca 1992 bp rzeszowski Kazimierz Górny po odprawieniu mszy św. na zakończenie oktawy Bożego Ciała, bp Kazimierz Górny w obecności wielu zaproszonych kapłanów i licznej rzeszy wiernych dokonał wmurowania kamienia węgielnego w budującej się świątyni, zaś w dniu 11 maja 1999 bp Kazimierz Górny konsekrował kościół pw. Bożego Ciała w Rzeszowie.